# Golden Star (Fort-de-France)
El Golden Star de Fort-de-France es un equipo de fútbol de Martinica que juega en la Liga de Fútbol de Martinica, la liga de fútbol más importante del territorio.

## Historia
Fue fundado en el año 1905 en la capital Fort de France y es uno de los equipos más exitosos del país al acumular 16 títulos de Liga, 6 títulos de Copa, 5 copas regionales, 3 ligas de las Antillas, 1 trofeo del consejo general y otros 13 copas menores.
A nivel internacional ha participado en 2 torneos continentales, donde nunca ha superado la segunda ronda.

## Palmarés
- Liga de Fútbol de Martinica: 16

1927, 1928, 1929, 1936, 1937, 1939, 1948, 1952, 1953, 1954, 1956, 1958, 1959, 1962, 1976, 1986
- Copa de Martinica: 5

1953, 1957, 1958, 1963, 1970
- Liga de las Antillas: 3

1956, 1958, 1959
- Copa Regional de Francia: 3

1974, 1975, 1997
- Trofeo del Consejo General: 1

2011
- Copa Théolade: 12

1927, 1930, 1932, 1933, 1935, 1936, 1937, 1939, 1941, 1942, 1951, 1958
- Copa Esso: 1

1951

## Participación en competiciones de la Concacaf
- Copa de Campeones de la Concacaf: 2 apariciones

1985 - Segunda ronda
1987 - Primera ronda

## El Equipo en la Estructura del Fútbol Francés
- Copa de Francia: 3 apariciones

1974/75, 1975/76, 1997/98
- Series Ganadas:

1974/75 Golden Star 1-1, 2-1 US Melun (ronda 7)

## Jugadores

### Jugadores destacados
- Frédéric Piquionne